# 17-й запасной истребительный авиационный полк
17-й запасной истребительный авиационный полк (17-й зиап) — учебно-боевая воинская часть Военно-воздушных сил (ВВС) Вооружённых Сил РККА, занимавшаяся обучением, переподготовкой и переучиванием лётного состава строевых частей ВВС РККА в период боевых действий во время Великой Отечественной войны, осуществлявшая подготовку маршевых полков и отдельных экипажей на самолётах типа Hawker Hurricane.

## Наименования полка

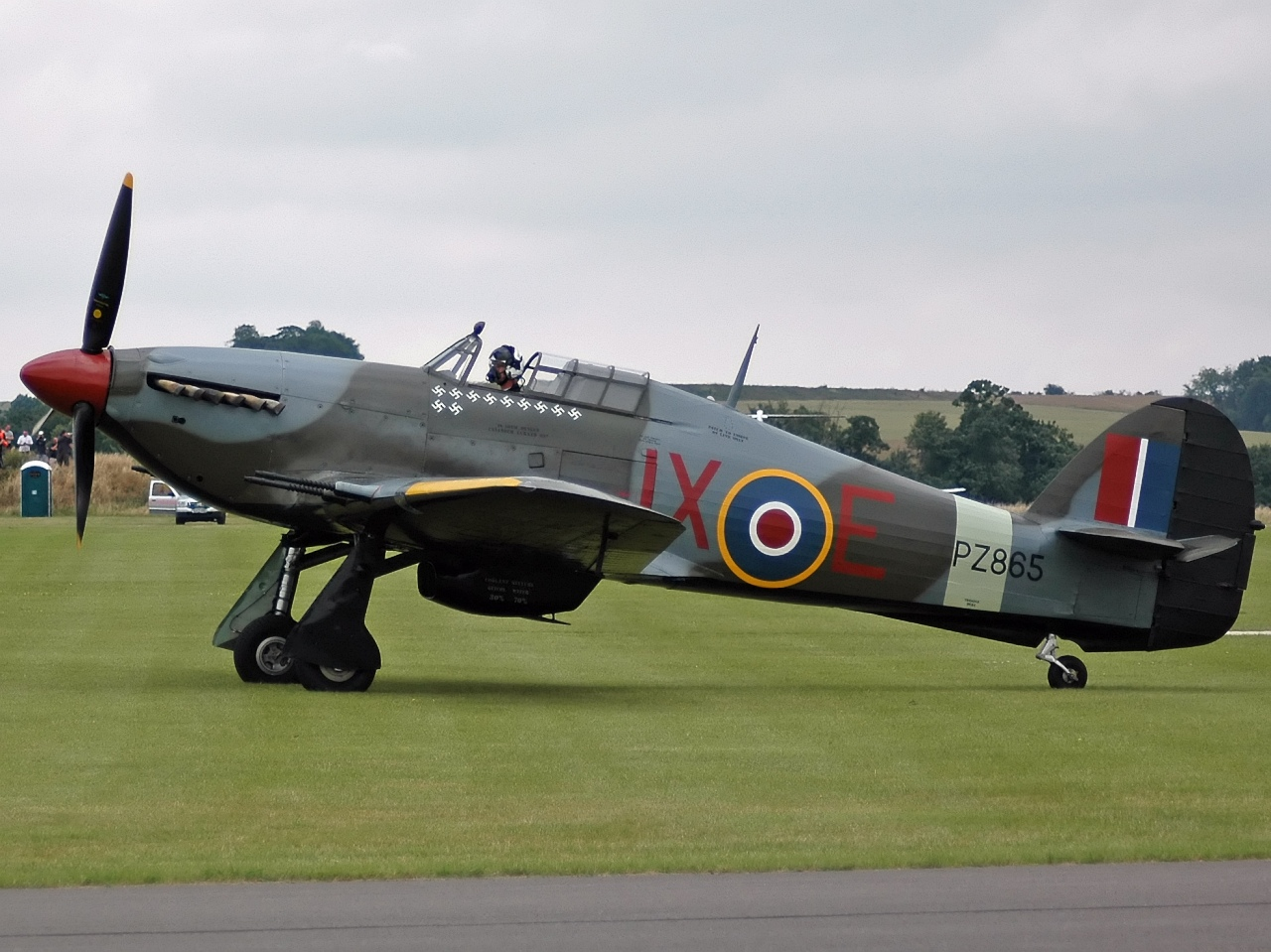
Hurricane IIC

- 17-й запасной истребительный авиационный полк
- Учебно-тренировочный центр истребительной авиации ПВО территории страны

## Создание полка
17-й запасной истребительный авиационный полк сформирован в июне 1941 года в ВВС Уральского военного округа в городе Молотов.

## Основное назначение полка
17-й запасной истребительный авиационный полк осуществлял подготовку маршевых полков и отдельных экипажей на самолётах на самолётах типа Hawker Hurricane.

## Переформирование полка
17-й запасной истребительный авиационный полк 15 октября 1942 года был переформирован в Учебно-тренировочный центр истребительной авиации ПВО территории страны в составе войск ПВО Приволжского военного округа.

## В составе соединений и объединений
| Период        | Округ                     | армия      | примечание     |
| ------------- | ------------------------- | ---------- | -------------- |
| 06.1941 г.    | Уральский военный округ   | ВВС округа |                |
| 06.1942 г.    | Приволжский военный округ | ВВС округа |                |
| 15.10.1942 г. | Приволжский военный округ | ВВС округа | переформирован |

## Подготовка лётчиков
Процесс переучивания лётного состава был типовым: с фронта отводился полк, потерявший большое количество лётного состава, производилось его пополнение до штатных нормативов, лётчики переучивались на новую материальную часть. Полк получал новые самолёты и снова отправлялся на фронт. Таким образом, запасной полк распределял самолёты, поступающие с заводов и с ремонтных баз.
В целях приобретения боевого опыта командно-инструкторский состав запасных авиационных полков направляли в авиационные полки действующей армии.

## Базирование
| Период            | Аэродром                 |
| ----------------- | ------------------------ |
| 06.1941 — 06.1942 | Молотов                  |
| 06.1942 — 10.1942 | аэродром Терновка, Пенза |

## Самолёты на вооружении
| Период      | Самолёты         |
| ----------- | ---------------- |
| 1941 — 1942 | Hawker Hurricane |

## Подготовленные полки
- 67-й истребительный авиационный полк ПВО (25.11.1941 — 05.01.1942, Харрикейн)
- 179-й истребительный авиационный полк (16.12.1941 — 07.03.1942, Харрикейн)
- 294-й истребительный авиационный полк (10.10.1941 — 23.12.1941, Харрикейн)
- 651-й истребительный авиационный полк ПВО (05.09.1942 — 26.09.1942, доукомплектован за счёт 926-го иап ПВО)
- 833-й истребительный авиационный полк ПВО (сформирован в период с 01.05 по 30.05.1942 г., Харрикейн).
- 926-й истребительный авиационный полк ПВО (прибыл 05.09.1942, пополнен, переучен на Харрикейн).